# サライ (雑誌)
『サライ』とは、小学館から発刊されている月刊誌。発売日は毎月10日。シニア世代の男性を対象に、旅、食、人物、歴史、文化、趣味、健康、モノ情報などをテーマとして扱っている。

## 概要
- 創刊は1989年9月21日号、編集発行人は中村滋（『BE-PAL』『DIME』などの創刊編集長でもある）[1]。
- 歴史・文学・グルメ・旅に関する雑誌で創刊から毎月第1・第3木曜日の月二回発行だったが、20周年として2009年10月号から毎月10日発売となった。
- 誌名はペルシア語で「宿」の意[2]。「より良い人生、豊かな生活のための宿が提供できれば……の意が込められている。トレードマークは駱駝に乗った男性であり、「らくだ」「駱駝」を冠した企画名も多い。

## 連載
- 十字語判断
- サライ・インタビュー
- 定番・朝めし自慢
- サライ美術館
- 浮世の筆使い（石川九楊）
- 半島をゆく（安部龍太郎）
- 詩歌の品格（藤原正彦）
- 奇想天画異（五木寛之）
- 命といふもの（堀文子／画　檀ふみ／文）
- CDレビュー（林田直樹）

## 通信販売
- らくだ屋通信販売部[3]

## イベント
- 人形町らくだ亭[4]
- サライ大賞

## 会員組織
- サライプレミアム倶楽部[5]